# Condado de Clay (Mississippi)
O Condado de Clay é um dos 82 condados do estado norte-americano do Mississippi. A sede de condado é West Point, que é também a sua maior cidade.
O condado tem uma área de 1077 km² (dos quais 18 km² estão cobertos por água), uma população de 21 979 habitantes, e uma densidade populacional de 21 hab/km² (segundo o censo nacional de 2000). O condado foi fundado em 1871 e recebeu o seu nome em homenagem a Henry Clay (1777-1852), que foi membro da Câmara de Representantes dos Estados Unidos pelo estado do Kentucky, também Presidente da Câmara dos Representantes dos Estados Unidos em três mandatos, Senador pelo Kentucky e secretário de Estado dos Estados Unidos (1825-1829).